# Satyria ventricosa
Satyria ventricosa är en ljungväxtart som beskrevs av Luteyn. Satyria ventricosa ingår i släktet Satyria och familjen ljungväxter. Inga underarter finns listade i Catalogue of Life.